# Anahí Guedes de Mello
Anahí Guedes de Mello (Florianópolis, 30 de maio de 1975) é uma antropóloga, pesquisadora e ativista brasileira. É uma das figuras brasileiras mais notáveis dos estudos da deficiência no Brasil.

## Biografia
Natural de Florianópolis, Anahí nasceu em uma família de classe média. Ainda na infância, foi diagnosticada com surdez e, após cirurgias, perdeu a audição e começou a usar aparelho auditivo. Na década de 1990, começou a atuar no movimento surdo e, mais tarde, de forma mais ampla, no movimento de pessoas com deficiência.
Na década de 2000, graduou-se em Ciências Sociais pela Universidade Federal de Santa Catarina (UFSC) e, durante a década de 2010, fez mestrado e doutorado em Antropologia Social pela mesma instituição. Neste período, Anahí participou dos estudos da deficiência com ênfases em questões relacionadas a gênero, sexualidade e feminismo. Também é uma das principais pesquisadoras brasileiras sobre o capacitismo. Ela faz parte do Núcleo de Estudos sobre Deficiência (NED) da UFSC.

## Vida pessoal
Anahí se descreve como mulher, surda e lésbica. Ela mora em Florianópolis com sua companheira.